# 탈식민지화
탈식민지화(脫植民地化, Postcolonization) 또는 탈식민주의(脫植民地化, Postcolonialism) 또는 비식민지화(非植民地化, Decolonization)는 제2차 세계대전 이후 아시아와 아프리카의 유럽 식민지들이 줄지어 독립한 현상이다. 1947년 인도와 파키스탄의 독립을 시작으로 20년에 걸쳐 아시아와 아프리카의 식민지 및 보호령 대부분이 독립하여 주권국이자 유엔의 회원국이 되었다. 이로 인하여 국제사회의 구성국 수는 50여 개 국가에서 160여 개 국가로 크게 늘었다. 새로 독립한 국가들은 흔히 제3세계라 불린다.

## 탈식민지화 방식과 과정
탈식민화는 종종 혁명이나 독립전쟁과 같은 폭력적인 방식이 동원되기도 하였다. 한편, 인도의 마하트마 간디 같은 비폭력 저항운동이 성과를 얻기도 하였다. 또한 식민본국과 협상을 통해 독립을 획득한 경우도 있었다. 1960년 유엔은 유엔 결의 제1514호를 통해 제 식민지 국가와 인민의 자결권을 인정하였으며 다음과 같이 선언하였다.
| “ | 모든 인민은 자결권을 가지며 …… 식민주의가 더 이상 지속되는 것은 …… 유엔 헌장을 침해하는 범죄이다. | ” |
|   | — 유엔 결의 제1514호, 세계정치론(을유문화사)에서 재인용                                           |   |

### 아프리카

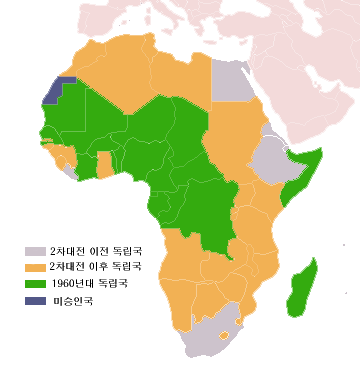
아프리카의 탈식민지화 과정

아프리카는 이집트 혁명과 수에즈 전쟁 이후 탈식민지화가 급속히 확산되었다. 1952년 독립국가임에도 영국의 영향력 아래 있던 이집트에서는 나세르가 이끄는 자유 장교단이 쿠데타를 일으켜 왕정을 무너뜨리고 공화정을 선포하였다. 이후 대통령이 된 나세르는 1956년 영국이 관리하고 있던 수에즈 운하의 국유화를 주장하여 수에즈 전쟁이 발발하였다. 이스라엘과 프랑스를 끌어들인 영국은 전쟁에서 승리하였으나 소비에트 연방의 후원으로 이집트는 자국에서 외국군대를 철수 시킬 수 있었다. 이후 아랍 세계는 이라크에 혁명이 일어나 왕정이 무너지는 등 이집트 혁명에 강한 영향을 받았다.
이집트 혁명 이후 1954년 알제리에서 봉기가 일어나 독립을 요구하기 시작했고 프랑스는 정규군 50만명과 치안부대 30만명을 동원하여 이를 탄압하였다. 이 과정에서 8만명의 봉기군이 체포되었고 3만명이 수용소에 감금되었다. 프랑스는 5000명 이상의 알제리인을 학살하고 암매장하였다. 알제리 전쟁은 국제 여론에 힘입어 1962년 알제리의 독립으로 종결되었다. 이를 계기로 아프리카의 각국은 차례 차례 탈식지화 하여 독립국이 되었으며 1963년 독립한 아프리카 국가들은 아프리카 통일 기구를 결성하였다.

### 아시아
아시아의 여러 식민지들 역시 2차 세계대전 이후 독립하였다. 일본제국의 패전으로 만주와 타이완이 중화민국에 반환되었고 한국이 독립하였다. 베트남은 전쟁을 통해 프랑스로부터 독립할 수 있었다. 인도네시아역시 네덜란드와 독립전쟁 끝에 독립을 쟁취하였다. 한편, 인도는 마하트마 간디의 비폭력 저항 운동 끝에 영국으로부터 독립하였다.
베트남은 프랑스를 물리친 이후에도 미국과 베트남 전쟁을 치르고 난 뒤에야 통일 국가를 수립할 수 있었다.

## 탈식민지화 이후의 세계
탈식민지화 이후에도 유럽을 비롯한 선진국과 제3세계의 관계는 불균형이 지속되었다. 이 때문에 아프리카를 중심으로 형식적인 독립 보장 이후에도 지속적인 간섭이 이루어지는 신식민지주의가 이루어지고 있다는 주장도 제기되었다. 영연방, 프랑코포니와 같은 국제 관계는 영국과 프랑스의 국제적 영향력이 여전히 유지되고 있음을 보여준다.
한편, 독립을 이룬 아시아와 아프리카의 여러 나라들은 인종, 종교, 자원, 이념 등의 이유로 내전과 크고 작은 전쟁에 휘말렸다. 특히 냉전 기간 동안 미국과 소련으로 나뉜 세계는 베트남 전쟁, 아프카니스탄 전쟁과 같은 전쟁에 시달렸다.
특히 1970년대 미국에서 시작된 탈식민주의연구(Postcolonialism Study)는 과거 식민주의 대상이었던 국가들의 식민통치 기간의 자체적 역사서술과 관련한 여러 가지 문제점들을 지적한다. 대표적으로 식민통치 세력이었던 유럽이 역사기술에 있어서 보편성과 지배성 등의 기득권을 갖고 있는 점, 그래서 식민 대상이었던 국가들은 역사인식과 역사서술에 관련하여 정체성 문제와 종속적인식Subalternity의 문제 등의 갈등이 존재한다고 본다.

## 같이 보기
- 반제국주의
- 종속 이론
- 원주민주의
- 신식민주의
- 프랑코포니
- 탈식민주의
- 분리독립
- 분리주의
- 서발턴